# 普卡普卡山 (秘魯)
13°15′04″S 72°51′40″W / 13.25111°S 72.86111°W
普卡普卡山（Pucapuca），是秘魯的山峰，位於該國東南部庫斯科大區，由拉孔本西翁省的聖特雷莎區負責管轄，屬於維爾卡潘帕山脈的一部分，海拔高度5,450米。